# Sinskea
Sinskea là một chi rêu trong họ Meteoriaceae.